# Cagiva Alazzurra
L'Alazzurra è una motocicletta costruita dalla Cagiva dal 1984 al 1986.

## Descrizione
Prima quattro tempi di casa Cagiva, l'Alazzurra (il nome riprendeva quello di una Aermacchi 250 cm³ degli anni sessanta) era il frutto di un accordo tra Cagiva e Ducati che le forniva i motori, preludio all'acquisto da parte della Casa varesina dell'azienda bolognese. La base meccanica derivava da quella della Ducati TL, versione turistica della Pantah, venduta a partire dal 1982 e rivelatasi un fiasco commerciale a causa della sua estetica.
Presentata al Salone di Milano 1983 insieme all'enduro Elefant, la moto (in commercio dal settembre 1984) utilizzava dei cerchi a cinque raggi, accoppiati con un parafango compatto, la piastra di sterzo è munita dei attacchi per i semimanubri e il blocchetto d'accensione, le piastre di sterzo sono coperte da un elemento in gomma.
L'estetica è completamente rivista rispetto alla TL: una semicarenatura lascia in vista il motore (seminascosto sulla Ducati da goffe carenature), dando alla moto un look da sport-tourer. Rispetto alla Ducati il motore è depotenziato, addolcendo il suo carattere; altre modifiche riguardano l'inclinazione del cannotto di sterzo (ridotta di mezzo grado), sospensioni con maggiore escursione e un miglioramento della qualità dei dettagli e dell'assemblaggio.
La sella del passeggero è in unico pezzo con quella del pilota, garantendo un maggiore comfort; le pedane del passeggero sono grandi e poste ai fianchi e dietro alla sella, le frecce sono squadrate, il faro è rettangolare e il cupolino molto grande, per quanto riguarda i freni anteriori sono del tipo a doppio disco e con pinze a doppio pistoncino contrapposto, al posteriore l'impianto è composto da un disco e una pinza identici a quelli anteriori.
Dal 1985 fu disponibile una carenatura integrale, poco apprezzata dalla clientela. L'anno successivo fu lanciata la versione GT, che si differenziava dalla versione base per via della carenatura integrale (ridisegnata rispetto a quella disponibile dal 1985) a coprire il motore.

## Strumentazione
La strumentazione è disposta su un quadro della strumentazione che va a chiudere la carenatura nella parte alta, dove il contagiri è posizionato in alto a sinistra ed è lo strumento di maggiori dimensioni, con fondoscala a 11.000 giri/min, con un'indicazione della zona rossa a 9.000, il tachimetro e contachilometri, sono disposti a destra il tachimetro ha l'indicazione sia in Km/h che in mi/h, mentre il contachilometri è solo in Km.
L'orologio analogico è posizionato sotto al tachimetro, mentre le spie luminose sono posizionate lungo una linea sotto al contagiri.
La strumentazione pativa vari problemi elettrici, in particolare l'orologio, che tendeva a scaricare la batteria in breve tempo.

## Esemplari prodotti
| Versione | Inizio produzione | Fine produzione | Esemplari |
| -------- | ----------------- | --------------- | --------- |
| 350      | 1984              | 1985            | 270       |
| 400      | 1986              | 1986            | 100       |
| 650      | 1984              | 1986            | 1.166     |
| Totale   | Totale            | Totale          | 1.536     |